# Selección femenina de fútbol de Brasil
La selección femenina de fútbol de Brasil (Seleção Brasileira de Futebol Feminino en portugués) es el equipo representativo del país en las competiciones oficiales de fútbol femenino. Su organización está a cargo de la Confederação Brasileira de Futebol, la cual es miembro de la CONMEBOL. Desde el año 2021 está patrocinada por Neonergia, filial brasileña de Iberdrola.

## Historia
Así como la selección masculina, la selección femenina de Brasil ha ido a todos los mundiales hasta ahora, pero nunca pudo ganar un mundial femenino. En las dos primeras ediciones se cayó en la fase de grupos, pero en 1999 hizo una de sus mejores campañas en los mundiales, llegando al tercer puesto tras ser líder de su grupo aplicando 7:1 en México, en la que sería una de las mayores goleadas de aquel mundial, le ganaría a Nigeria en la prórroga, caería 2:0 ante las locales estadounidenses y terminaría tercera tras ganar a Noruega en penales.
Tras una presentación discreta en Estados Unidos en 2003, donde cayó 2:1 en cuartos ante Suecia, Brasil hizo su mejor campaña en la historia de los mundiales femeninos, en el Mundial de China, en 2007, llegando al subcampeonato del torneo tras golear 4:0 a Estados Unidos en semis y caer 2:0 ante Alemania en la final, siendo la primera selección sudamericana y latinoamericana en hacerlo. Además, se vio a Marta convertirse en máxima goleadora del certamen.
Después del 2007, Brasil se volvería a hacer campañas discretas en el mundial, cayendo en penales ante Estados Unidos en los cuartos de final del Mundial 2011, cayendo 1:0 ante Australia de manera sorpresiva en octavos en el 2015 y volviendo a caer en octavos contra la local Francia en la prórroga 2:1 en 2019, tras pasar tercera en su grupo y en el mundial de 2023 quedando eliminada en primera fase, algo que no sucedía desde 1995.
En los Juegos Olímpicos se hizo grandes campañas, obteniendo dos medallas de plata en 2004 y 2008, perdiendo las dos finales ante Estados Unidos.
Es la mejor selección de Latinoamérica y Sudamérica, siendo campeona de 9 de las 10 ediciones de la Copa América Femenina, sólo perdiendo la edición del 2006, donde cayó 2:0 ante Argentina, además de tener 3 medallas de oro en Juegos Panamericanos.

## Estadísticas

### Copa Mundial Femenina de Fútbol
| Edición | Ronda            | Posición   | PJ         | PG         | PE         | PP         | GF         | GC         |
| ------- | ---------------- | ---------- | ---------- | ---------- | ---------- | ---------- | ---------- | ---------- |
| 1991    | Primera fase     | 9°         | 3          | 1          | 0          | 2          | 1          | 7          |
| 1995    | Primera fase     | 9°         | 3          | 1          | 0          | 2          | 3          | 8          |
| 1999    | Tercer lugar     | 3°         | 6          | 3          | 2          | 1          | 16         | 9          |
| 2003    | Cuartos de final | 5°         | 4          | 2          | 1          | 1          | 9          | 4          |
| 2007    | Subcampeón       | 2°         | 6          | 5          | 0          | 1          | 17         | 4          |
| 2011    | Cuartos de final | 5°         | 4          | 3          | 1          | 0          | 9          | 2          |
| 2015    | Octavos de final | 9°         | 4          | 3          | 0          | 1          | 4          | 1          |
| 2019    | Octavos de final | 10°        | 4          | 2          | 0          | 2          | 7          | 5          |
| 2023    | Primera fase     | 18°        | 3          | 1          | 1          | 1          | 5          | 2          |
| 2027    | Anfitriona       | Anfitriona | Anfitriona | Anfitriona | Anfitriona | Anfitriona | Anfitriona | Anfitriona |
| Total   | 10/10            |            | 37         | 21         | 5          | 11         | 71         | 42         |

### Juegos Olímpicos
| Edición             | Ronda            | Posición    | PJ          | PG          | PE          | PP          | GF          | GC          |
| ------------------- | ---------------- | ----------- | ----------- | ----------- | ----------- | ----------- | ----------- | ----------- |
| Atlanta 1996        | Semifinales      | 4.°         | 5           | 1           | 2           | 2           | 7           | 8           |
| Sídney 2000         | Semifinales      | 4.°         | 5           | 2           | 0           | 3           | 5           | 6           |
| Atenas 2004         | Medalla de Plata | 2.°         | 6           | 4           | 0           | 2           | 15          | 4           |
| Pekín 2008          | Medalla de Plata | 2.°         | 6           | 4           | 1           | 1           | 11          | 5           |
| Londres 2012        | Cuartos de final | 6.°         | 4           | 2           | 0           | 2           | 6           | 3           |
| Río de Janeiro 2016 | Semifinales      | 4.°         | 6           | 2           | 3           | 1           | 9           | 3           |
| Tokio 2021          | Cuartos de final | 6.°         | 4           | 2           | 2           | 0           | 9           | 3           |
| París 2024          | Medalla de Plata | 2.°         | 6           | 3           | 0           | 3           | 7           | 7           |
| Los Ángeles 2028    | Clasificada      | Clasificada | Clasificada | Clasificada | Clasificada | Clasificada | Clasificada | Clasificada |
| Total               | 9/9              |             | 42          | 20          | 8           | 14          | 69          | 39          |

### Copa América Femenina
| Edición | Ronda      | Posición | PJ | PG | PE | PP | GF  | GC |
| ------- | ---------- | -------- | -- | -- | -- | -- | --- | -- |
| 1991    | Campeón    | 1°       | 2  | 2  | 0  | 0  | 12  | 1  |
| 1995    | Campeón    | 1°       | 5  | 5  | 0  | 0  | 44  | 1  |
| 1998    | Campeón    | 1°       | 6  | 6  | 0  | 0  | 66  | 3  |
| 2003    | Campeón    | 1°       | 3  | 3  | 0  | 0  | 18  | 2  |
| 2006    | Subcampeón | 2°       | 7  | 6  | 0  | 1  | 30  | 4  |
| 2010    | Campeón    | 1°       | 7  | 7  | 0  | 0  | 25  | 2  |
| 2014    | Campeón    | 1°       | 7  | 5  | 1  | 1  | 22  | 3  |
| 2018    | Campeón    | 1°       | 7  | 7  | 0  | 0  | 31  | 2  |
| 2022    | Campeón    | 1°       | 6  | 6  | 0  | 0  | 20  | 0  |
| 2025    | Campeón    | 1°       | 6  | 4  | 2  | 0  | 21  | 6  |
| Total   | 10/10      | 1°       | 56 | 51 | 3  | 2  | 289 | 24 |

### Juegos Panamericanos
| Edición             | Ronda                            | Posición                         | PJ                               | PG                               | PE                               | PP                               | GF                               | GC                               |
| ------------------- | -------------------------------- | -------------------------------- | -------------------------------- | -------------------------------- | -------------------------------- | -------------------------------- | -------------------------------- | -------------------------------- |
| Winnipeg 1999       | No participó                     | No participó                     | No participó                     | No participó                     | No participó                     | No participó                     | No participó                     | No participó                     |
| Santo Domingo 2003  | Campeón                          | 1°                               | 4                                | 4                                | 0                                | 0                                | 14                               | 2                                |
| Río de Janeiro 2007 | Campeón                          | 1°                               | 6                                | 6                                | 0                                | 0                                | 33                               | 0                                |
| Guadalajara 2011    | Subcampeón                       | 2°                               | 5                                | 3                                | 2                                | 0                                | 6                                | 2                                |
| Toronto 2015        | Campeón                          | 1°                               | 5                                | 5                                | 0                                | 0                                | 20                               | 3                                |
| Lima 2019           | Clasificó a los Juegos Olímpicos | Clasificó a los Juegos Olímpicos | Clasificó a los Juegos Olímpicos | Clasificó a los Juegos Olímpicos | Clasificó a los Juegos Olímpicos | Clasificó a los Juegos Olímpicos | Clasificó a los Juegos Olímpicos | Clasificó a los Juegos Olímpicos |
| Santiago 2023       | Clasificó a los Juegos Olímpicos | Clasificó a los Juegos Olímpicos | Clasificó a los Juegos Olímpicos | Clasificó a los Juegos Olímpicos | Clasificó a los Juegos Olímpicos | Clasificó a los Juegos Olímpicos | Clasificó a los Juegos Olímpicos | Clasificó a los Juegos Olímpicos |
| Lima 2027           | Clasificó a los Juegos Olímpicos | Clasificó a los Juegos Olímpicos | Clasificó a los Juegos Olímpicos | Clasificó a los Juegos Olímpicos | Clasificó a los Juegos Olímpicos | Clasificó a los Juegos Olímpicos | Clasificó a los Juegos Olímpicos | Clasificó a los Juegos Olímpicos |
| Total               | 4/8                              |                                  | 20                               | 18                               | 2                                | 0                                | 73                               | 7                                |

### Copa Oro Femenina de la Concacaf
| Edición | Ronda      | Posición | PJ | PG | PE | PP | GF | GC |
| ------- | ---------- | -------- | -- | -- | -- | -- | -- | -- |
| 2024    | Subcampeón | 2°       | 6  | 5  | 0  | 1  | 15 | 2  |
| Total   | 1/1        | 2°       | 6  | 5  | 0  | 1  | 15 | 2  |

## Últimos partidos y próximos encuentros
Actualizado al último partido jugado el 2 de agosto de 2025
| Fecha      | Ciudad            | Local          | Resultado      | Visitante | Competición                |
| ---------- | ----------------- | -------------- | -------------- | --------- | -------------------------- |
| 26-10-2024 | Cariacica         | Brasil         | 1:1            | Colombia  | Partido amistoso           |
| 29-10-2024 | Cariacica         | Brasil         | 3:1            | Colombia  | Partido amistoso           |
| 28-11-2024 | Brisbane          | Australia      | 1:3            | Brasil    | Partido amistoso           |
| 01-12-2024 | Gold Coast        | Australia      | 1:2            | Brasil    | Partido amistoso           |
| 05-04-2025 | Inglewood         | Estados Unidos | 2:0            | Brasil    | Partido amistoso           |
| 08-04-2025 | San José          | Estados Unidos | 1:2            | Brasil    | Partido amistoso           |
| 30-05-2025 | São Paulo         | Brasil         | 3:1            | Japón     | Partido amistoso           |
| 02-06-2025 | Bragança Paulista | Brasil         | 2:1            | Japón     | Partido amistoso           |
| 27-06-2025 | Grenoble          | Francia        | 3:2            | Brasil    | Partido amistoso           |
| 13-07-2025 | Quito             | Brasil         | 2:0            | Venezuela | Copa América Femenina 2025 |
| 16-07-2025 | Quito             | Bolivia        | 0:6            | Brasil    | Copa América Femenina 2025 |
| 22-07-2025 | Quito             | Paraguay       | 1:4            | Brasil    | Copa América Femenina 2025 |
| 25-07-2025 | Quito             | Brasil         | 0:0            | Colombia  | Copa América Femenina 2025 |
| 29-07-2025 | Quito             | Brasil         | 5:1            | Uruguay   | Copa América Femenina 2025 |
| 02-08-2025 | Quito             | Colombia       | 4:4 (4:5 pen.) | Brasil    | Copa América Femenina 2025 |

## Jugadoras

### Última convocatoria
Jugadoras convocadas para la Copa Mundial de 2023, con Tainara, Angelina y Aline Gomes nombradas como jugadoras de reserva.
Entrenadora:  Arthur Elias
| No. | Pos. | Jugadora        | Fecha de nacimiento (edad)         | Apa. | Goles | Club                   |
| --- | ---- | --------------- | ---------------------------------- | ---- | ----- | ---------------------- |
| 1   | POR  | Lorena          | 6 de mayo de 1997 (28 años)        | 13   | 0     | Grêmio                 |
| 2   | DEF  | Antônia         | 26 de abril de 1994 (31 años)      | 25   | 0     | Real Madrid            |
| 3   | DEF  | Tarciane        | 27 de mayo de 2003 (22 años)       | 1    | 0     | Houston Dash           |
| 4   | DEF  | Rafaelle Souza  | 18 de junio de 1991 (32 años)      | 82   | 8     | Arsenal                |
| 5   | MED  | Luana           | 2 de mayo de 1993 (30 años)        | 32   | 1     | Corinthians            |
| 6   | DEF  | Tamires         | 10 de octubre de 1987 (35 años)    | 140  | 7     | Corinthians            |
| 7   | DEL  | Andressa Alves  | 10 de noviembre de 1992 (30 años)  | 106  | 21    | Roma                   |
| 8   | MED  | Ana Vitória     | 6 de marzo de 2000 (23 años)       | 14   | 1     | Benfica                |
| 9   | DEL  | Debinha         | 20 de octubre de 1991 (31 años)    | 134  | 58    | Kansas City Current    |
| 10  | DEL  | Marta           | 19 de febrero de 1986 (37 años)    | 175  | 115   | Orlando Pride          |
| 11  | MED  | Adriana         | 17 de noviembre de 1996 (26 años)  | 43   | 12    | Orlando Pride          |
| 12  | POR  | Letícia Izidoro | 13 de agosto de 1994 (28 años)     | 16   | 0     | Corinthians            |
| 13  | DEF  | Bruninha        | 16 de junio de 2002 (21 años)      | 8    | 0     | Gotham FC              |
| 14  | DEF  | Lauren          | 13 de septiembre de 2002 (20 años) | 10   | 0     | Madrid CFF             |
| 15  | MED  | Duda Sampaio    | 18 de mayo de 2001 (22 años)       | 8    | 1     | Corinthians            |
| 16  | DEL  | Bia Zaneratto   | 17 de diciembre de 1993 (29 años)  | 110  | 37    | Palmeiras              |
| 17  | MED  | Ary Borges      | 28 de diciembre de 1999 (23 años)  | 28   | 5     | Racing Louisville      |
| 18  | DEL  | Geyse           | 27 de marzo de 1998 (25 años)      | 43   | 6     | Barcelona              |
| 19  | DEF  | Mônica          | 21 de abril de 1987 (36 años)      | 42   | 6     | Madrid CFF             |
| 20  | DEL  | Nycole          | 26 de marzo de 2000 (23 años)      | 21   | 5     | Benfica                |
| 21  | MED  | Kerolin         | 17 de noviembre de 1999 (23 años)  | 33   | 5     | North Carolina Courage |
| 22  | POR  | Camila          | 2 de enero de 2001 (22 años)       | 0    | 0     | Santos                 |
| 23  | DEL  | Gabi Nunes      | 10 de marzo de 1997 (26 años)      | 20   | 3     | Madrid CFF             |

## Palmarés
| Competición                     |                                                      |                  |              |
| Competición                     | Títulos                                              | Subtítulos       | Tercer lugar |
| ------------------------------- | ---------------------------------------------------- | ---------------- | ------------ |
| Copa Mundial                    | -                                                    | 2007             | 1999         |
| Juegos Olímpicos                | -                                                    | 2004, 2008, 2024 | -            |
| Copa de Campeones Conmebol-UEFA | -                                                    | 2023             | -            |
| Copa América                    | 1991, 1995, 1998, 2003, 2010, 2014, 2018, 2022, 2025 | 2006             | -            |
| Copa Oro de Concacaf            | -                                                    | 2024             | -            |
| Campeonato Concacaf             | -                                                    | 2000             | -            |
| Juegos Panamericanos            | 2003, 2007, 2015                                     | 2011             | -            |
| Juegos Suramericanos            | -                                                    | -                | 2014         |
| Total                           | 12                                                   | 9                | 2            |